# لومو (فلم)
لومو (بالإنجليزية: Lumo)، هو فيلم وثائقي، صدر في العام 2007 عن لومو سيناي البالغة من العمر عشرين عامًا، وهي امرأة وقعت ضحية الحرب العالمية الأولى في أفريقيا. أثناء العودة إلى الوطن في يوم من الأيام، تعرضت لومو وامرأة أخرى للاغتصاب الجماعي من قبل مجموعة من الجنود الذين كانوا يقاتلون من أجل السيطرة على جمهورية الكونغو الديمقراطية خلال الإبادة الجماعية التي وقعت في رواندا عام 1994. ونتيجة لذلك، عانت لومو من ناسور ناتج عن الصدمة، وهي حالة مزمنة تركتها غير قادرة على انجاب الأطفال، ومرفوضة من قِبل خطيبها ومعظم القرية، فيستعرض فيلم «لومو» كلًا من مأساة المرأة وعملية الشفاء.
تم إخراج لومو وإنتاجه بواسطة Bent-Jorgen Perlmutt و Nelson Walker   III و Louis Abelman و Lynn True، وتم بثه كجزء من سلسلة Point of View في PBS لعام 2007.

## روابط خارجية
- مقالات تستعمل روابط فنية بلا صلة مع ويكي بيانات